# Amt Sursee
Das Amt Sursee ist eines von fünf Ämtern des Kantons Luzern in der Schweiz. Hauptort ist Sursee. Die neue Luzerner Kantonsverfassung von 2007 kennt keine Ämter mehr; sie dienen allerdings weiterhin als statistische Einheiten (siehe Wahlkreis Sursee).

## Geografie
Das Amt Sursee umfasst die Gemeinden rund um den Sempachersee und des oberen Suhretals.

## Gemeinden im Amt Sursee
Das Amt Sursee besteht aus folgenden 22 Gemeinden:
Stand: 1. Januar 2013
| Wappen       | Name der Gemeinde | Einwohner (31. Dezember 2012 mit Gebietsstand vom 1. Januar 2013) | Fläche in km² |
| ------------ | ----------------- | ----------------------------------------------------------------- | ------------- |
| Beromünster  | Beromünster       | 4800                                                              | 29,35         |
| Büron        | Büron             | 2211                                                              | 5,41          |
| Buttisholz   | Buttisholz        | 3257                                                              | 16,75         |
| Eich         | Eich              | 1690                                                              | 5,94          |
| Geuensee     | Geuensee          | 2592                                                              | 6,46          |
| Grosswangen  | Grosswangen       | 3074                                                              | 19,71         |
| Hildisrieden | Hildisrieden      | 1969                                                              | 7,05          |
| Knutwil      | Knutwil           | 2077                                                              | 9,72          |
| Mauensee     | Mauensee          | 1161                                                              | 7,18          |
| Neudorf      | Neudorf           | 1233                                                              | 12,82         |
| Neuenkirch   | Neuenkirch        | 6185                                                              | 25,49         |
| Nottwil      | Nottwil           | 3443                                                              | 10,32         |
| Oberkirch    | Oberkirch         | 3808                                                              | 9,10          |
| Pfeffikon    | Pfeffikon         | 725                                                               | 2,48          |
| Rickenbach   | Rickenbach        | 2336                                                              | 9,40          |
| Ruswil       | Ruswil            | 6636                                                              | 45,20         |
| Schenkon     | Schenkon          | 2678                                                              | 6,70          |
| Schlierbach  | Schlierbach       | 755                                                               | 7,17          |
| Sempach      | Sempach           | 4105                                                              | 8,90          |
| Sursee       | Sursee            | 9079                                                              | 5,86          |
| Triengen     | Triengen          | 4416                                                              | 22,08         |
|              | Total (21)        | 68'230                                                            | 273,09        |

## Veränderungen im Gemeindebestand

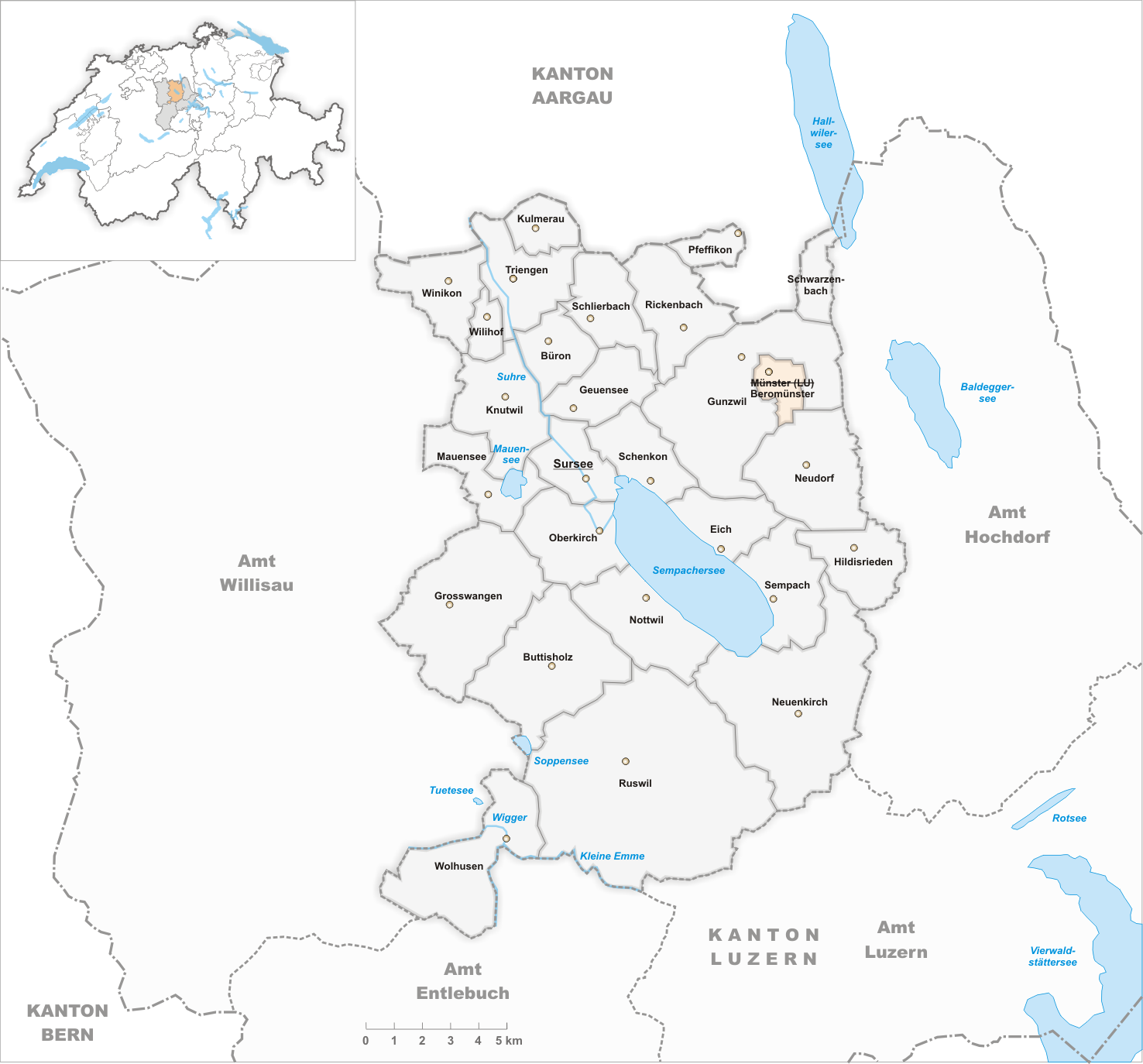
Gemeinden bis 1933
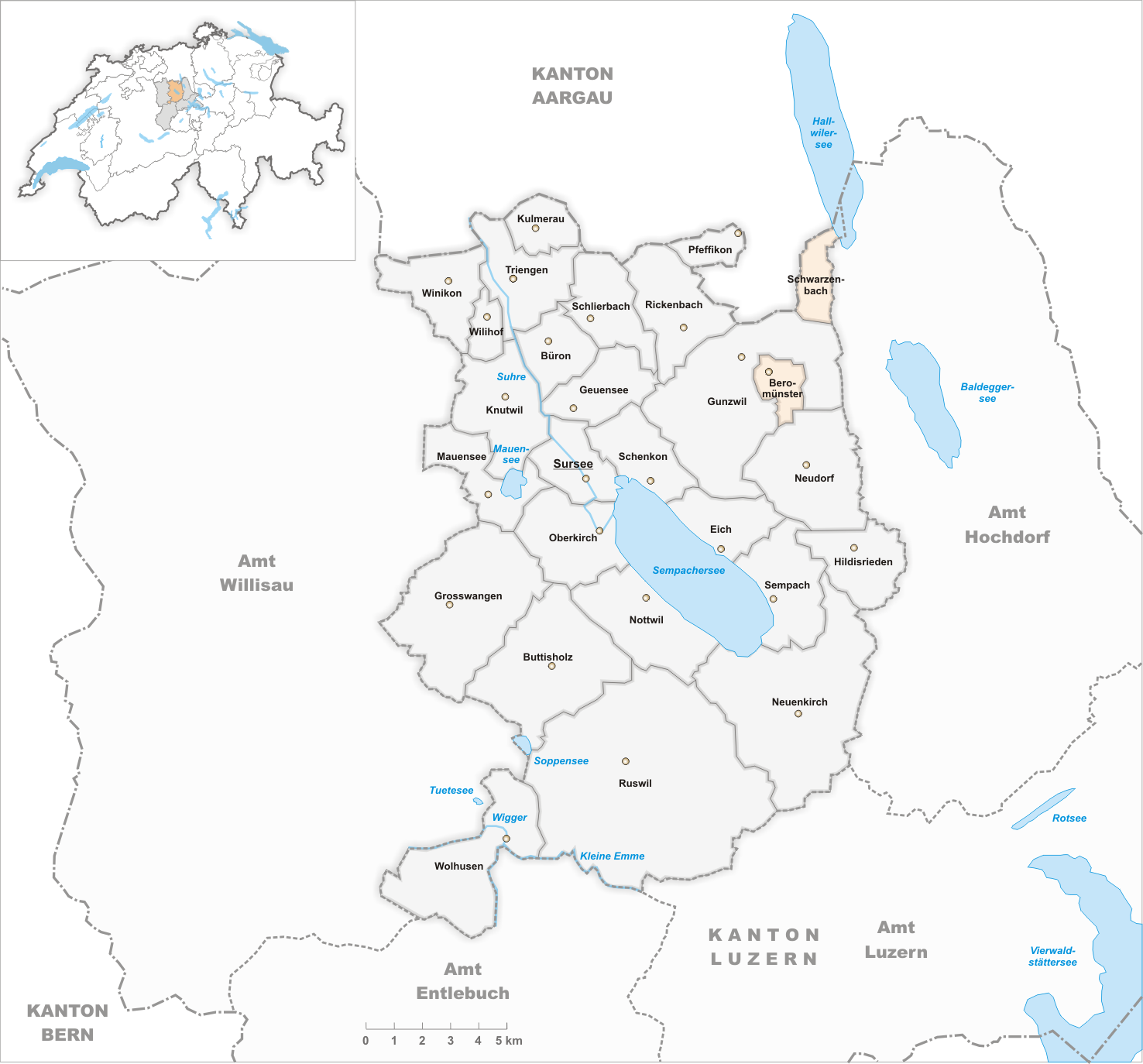
Gemeinden bis 2003
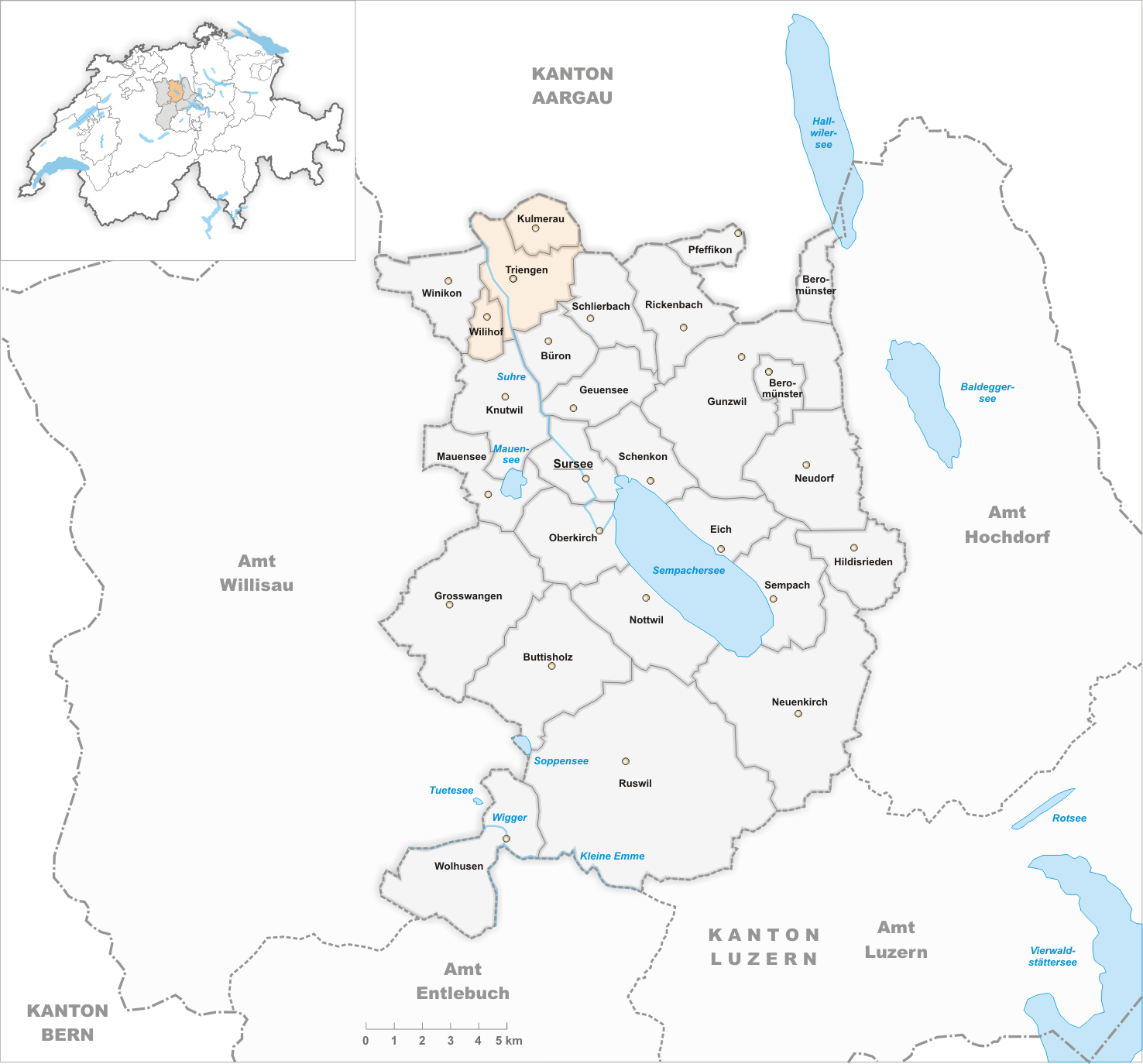
Gemeinden bis 2004
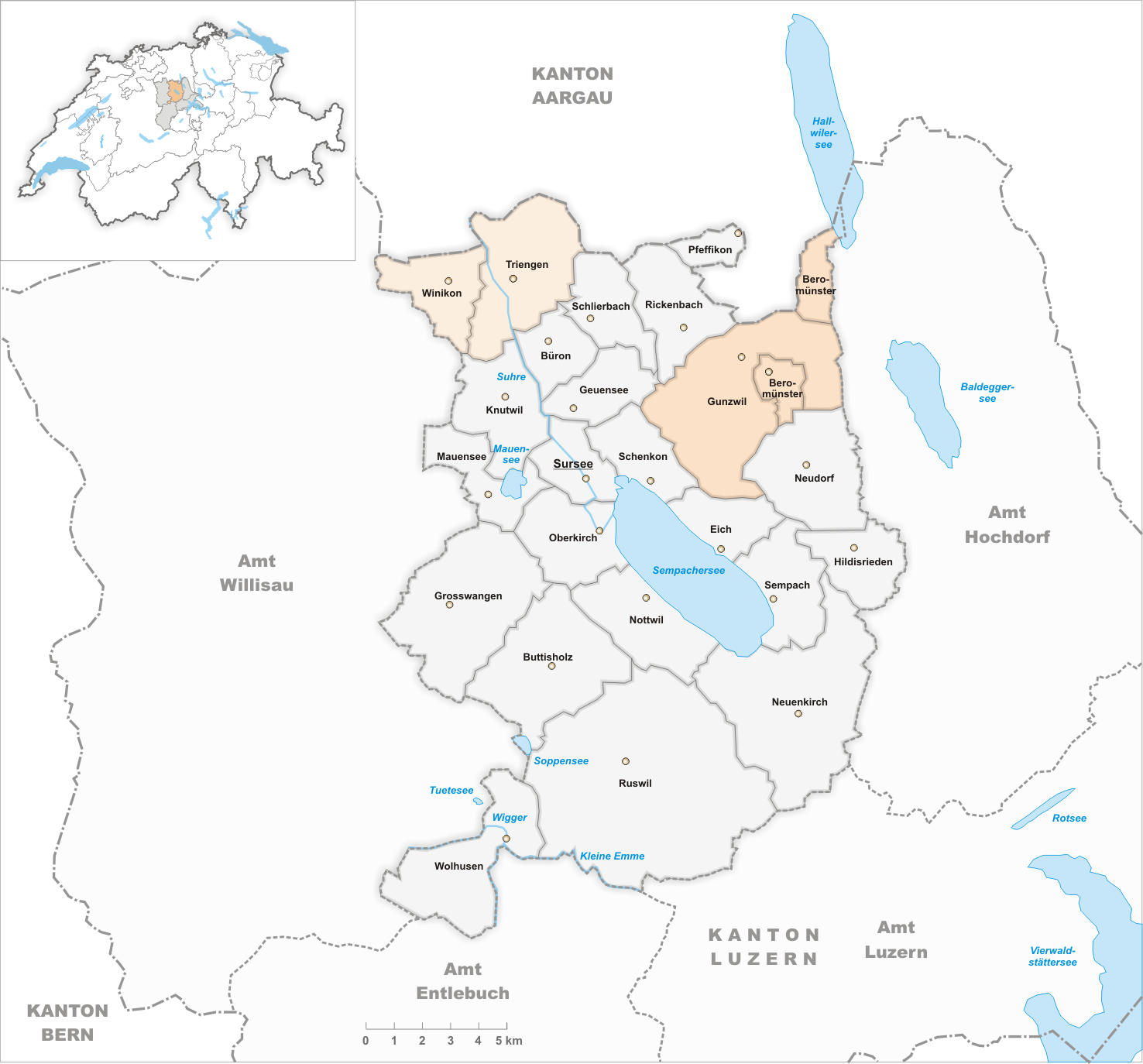
Gemeinden bis 2008
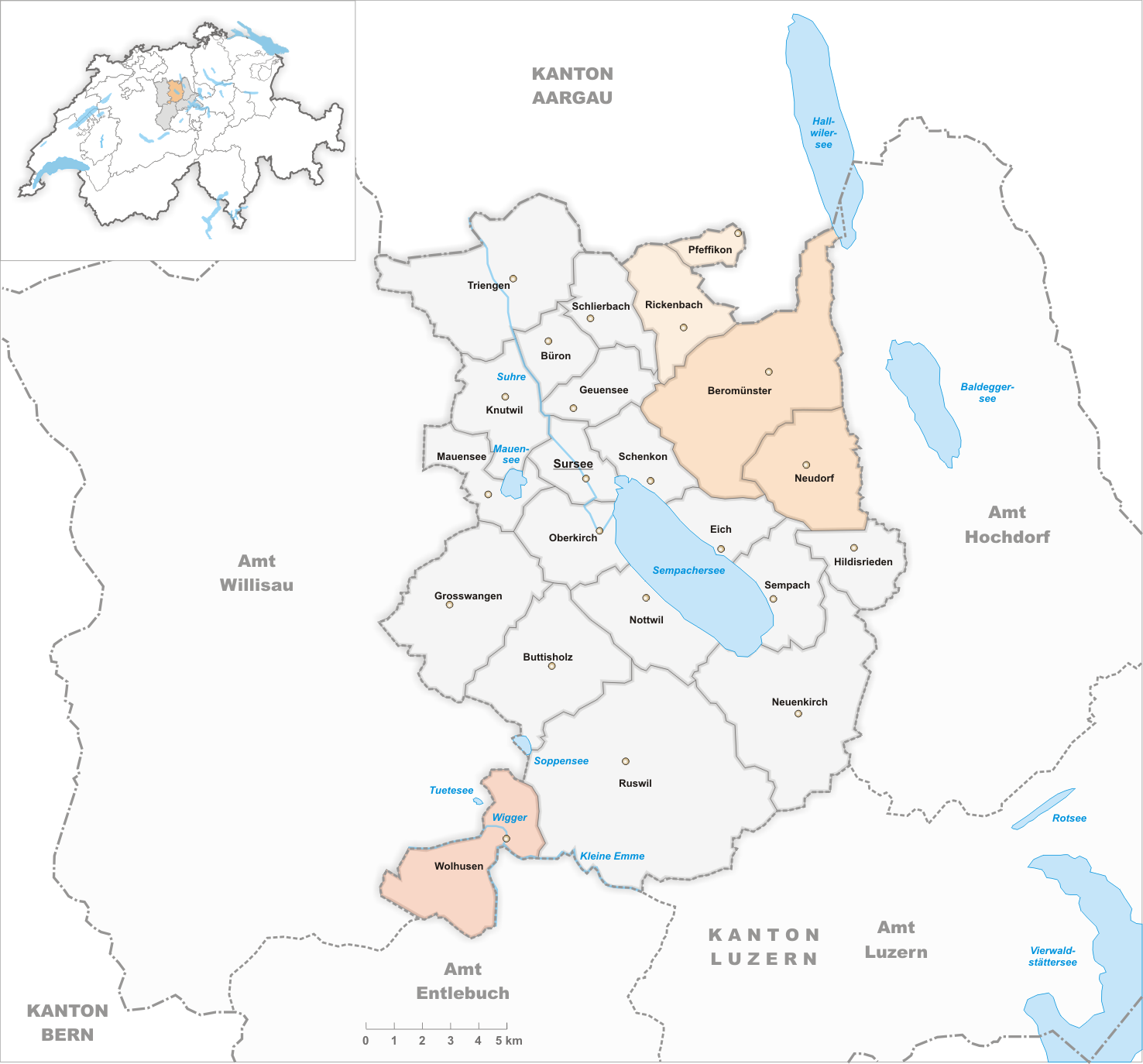
Gemeinden bis 2012

- 1934: Namensänderung von Münster (LU) → Beromünster
- 2004: Fusion Beromünster und Schwarzenbach → Beromünster
- 2005: Fusion Kulmerau, Triengen und Wilihof → Triengen
- 2009: Fusion Triengen und Winikon → Triengen
- 2009: Fusion Beromünster und Gunzwil → Beromünster
- 2013: Bezirkswechsel aller Gemeinden ausser Wolhusen vom Amt Sursee → Wahlkreis Sursee
- 2013: Bezirkswechsel Wolhusen vom Amt Sursee → Wahlkreis Entlebuch